# نیکولا پورتال
نیکولا پورتال (فرانسوی: Nicolas Portal‎؛ زادهٔ ۲۳ آوریل ۱۹۷۹ – درگذشته ۳ مارس ۲۰۲۰) دوچرخه‌سوار اهل فرانسه بود.
از باشگاه‌هایی که در آن رکاب زده‌است می‌توان به آژ۲آر لا موندیال، تیم موویستار، و تیم اسکای اشاره کرد.